# كيا كول هين هام 3
كيا كول هين هام 3 (بالإنجليزية: Kyaa Kool Hain Hum 3)‏ هو فيلم كوميدي هندي تم إصداره سنة 2016، بطولة توشار كابور، أفتاب شيفداساني و ماندانا كريمي. وقد خرج للعرض في 22 يناير عام 2016. والفيلم هو تكملة لفيلم 2012 كيا سوبر كول هين هام والجزء الثالث من سلسلة أفلام كيا كول هين هام. ويعتبر الفيلم غير صالح للمشاهدة إلا للكبار فقط بسبب المشاهد الجنسية القوية في الفيلم، وذلك من شهادة CBFC.